# ATP Challenger Puerto Vallarta
Das ATP Challenger Puerto Vallarta (offizieller Name: Partners Open Puerto Vallarta) war ein von 2018 bis 2024 stattfindendes Tennisturnier in der mexikanischen Stadt Puerto Vallarta. Es war Teil der ATP Challenger Tour und wurde im Freien auf Hartplatz ausgetragen.

## Siegerliste

### Einzel
| Jahr | Sieger              | Finalgegner        | Ergebnis          |
| ---- | ------------------- | ------------------ | ----------------- |
| 2024 | Nishesh Basavareddy | Liam Draxl         | 6:3, 7:64         |
| 2023 | Benoît Paire        | Yūta Shimizu       | 3:6, 6:0, 6:2     |
| 2022 | nicht ausgetragen   | nicht ausgetragen  | nicht ausgetragen |
| 2021 | Daniel Altmaier     | Alejandro Tabilo   | 6:3, 3:6, 6:3     |
| 2020 | abgesagt            | abgesagt           | abgesagt          |
| 2019 | Sebastian Ofner     | John-Patrick Smith | 7:68, 3:6, 6:3    |
| 2018 | Adrián Menéndez     | Danilo Petrović    | 1:6, 7:5, 6:3     |

### Doppel
| Jahr | Sieger                                    | Finalgegner                                 | Ergebnis          |
| ---- | ----------------------------------------- | ------------------------------------------- | ----------------- |
| 2024 | Liam Draxl Benjamin Sigouin               | Karl Poling Ryan Seggerman                  | 7:65, 6:2         |
| 2023 | Robert Galloway Miguel Ángel Reyes Varela | André Göransson Ben McLachlan               | 3:0 aufgg.        |
| 2022 | nicht ausgetragen                         | nicht ausgetragen                           | nicht ausgetragen |
| 2021 | Gijs Brouwer Reese Stalder                | Hans Hach Verdugo Miguel Ángel Reyes Varela | 6:4, 6:4          |
| 2020 | abgesagt                                  | abgesagt                                    | abgesagt          |
| 2019 | Matt Reid John-Patrick Smith              | Gonzalo Escobar Luis David Martínez         | 7:610, 6:3        |
| 2018 | Ante Pavić Danilo Petrović                | Benjamin Lock Fernando Romboli              | 6:72, 6:4, [10:5] |